# Dactylopodida
A Dactylopodida az Amoebozoa Flabellinia csoportjának kládja. Számos faja rendelkezik Perkinsela-eredetű endoszimbiontával, de egyes Paramoeba-fajokban – például a P. aparasomatában nincs ilyen.

## Történet
Első fajait, a Janickina pigmentiferát és a Janickina chaetognathit Grassi írta le 1881-ben az Amoeba nemzetségbe sorolva, Chatton 1953-ban helyezte át a Janickinába. Előbbi Perkinsela-eredetű endoszimbiontáját (PLO) leírta, utóbbiét Janicki 1912-es kutatása szerint – melyben mindkét faj endoszimbiontáját leírta citokémiai úton – a sejtplazmában lévő kristályok miatt nem látta. Hamon 1957-ben a J. pigmentifera PLO-ja regresszióját írta le annak teljes elvesztéséig, azonban azt – későbbi kutatások szerint tévesen – spermatidaemésztésre használt fagoszómaként írta le.
1997-ben Alekszej Szmirnov írta le brakkvízből az első PLO nélküli Dactylopodida-fajt (Korotnevella nivo), emellett egy azonosítatlan, de szintén PLO nélküli faj ultraszerkezetéről kiderült, hogy szintén hasonló.
Szmirnov et al. írták le először 2005-ben, és a Flabelliniába sorolták, majd Kang et al. módosították meghatározását. 2011-ben Kudrjavcev et al. a Flabelliniát parafiletikusként írták le, egyes fákban a Dactylopodida is annak bizonyult; emellett a Paramoebidae és a Vexilliferidae leírását módosították.
2013-ban Feehan et al. a Neoparamoeba és a Paramoeba nemzetségek szinonimákká tételét javasolták hasonló SSU rRNS-ük és morfológiai megkülönböztethetetlenségük miatt.
2021-ben ide sorolták a Paramoeba nemzetséget, ennek korábban tagja volt a nyílféreg-parazita Janickina pigmentifera is, melyet 1953-ban Chatton sorolt át önálló nemzetségbe, majd 18S rRNS-alapú filogenetikában a Neoparamoeba tagjának bizonyult.

## Morfológia
Mozgó állapota általában mozgásirányba mutató alapú szabálytalan háromszög széles elülső hialoplazmával, fonalas tengelymagokkal daktilopódiumaiban és lebegő állábaiban egyaránt. Egyes fajai monotaktikusak (hengerszerű, monopodiális sejt, egy tengely mentén történő sejtplazmaáramlás és alkalmanként elöl kiemelkedő hialoplazma) lehetnek, ez feltehetően pleziomorf jellemző.
A Janickina két ismert faja nem háromszögletű és daktilopodiális, hanem a Tubulinea és az Entamoebida kládokhoz hasonlóan monopodiális vagy limaxszerű, ennek oka lehet obligát parazita életmódja is.
Egyes Paramoeba- és Neoparamoeba-fajok réteges glikokalixszal rendelkeznek. A Perkinsela amoebae a Janickina Kinetoplastida kládba tartozó szimbiontája, mely miatt korábban a Janickinát a Paramoebába sorolták. Nem minden faj rendelkezik Perkinsela-szerű szimbiontával – például a Paramoeba aparasomata nem rendelkezik vele. A Perkinsela-eredetű szimbiontával rendelkező fajok 1 vagy 2 ilyen élőlénnyel rendelkezhetnek sejtmagjuk közelében.
A Janickina, a Neoparamoeba és a Paramoeba szimbiontái hasonlók: ők és kinetoplasztjaik ellipszoid alakúak egymásra merőleges hossztengellyel. A Janickina szimbiontája az azt fedő pigmentszemcsék révén jól látható.
A Paramoeba mikropikkelyei csónak alakúak, egyes esetekben lyukakkal, míg a Neoparamoebában nincs mikropikkely.
Míg a Paramoebidae daktilopodiális, a Vexilliferidae egy vagy több hosszú, vékony átlátszó alállábat alkotó akantopódiumokat alkot.

## Ökológia
A Janickina 2 obligát parazita fajból áll, melyek elsősorban a nyílférgek heréin élnek. Emellett többek közt a Paramoeba és a Neoparamoeba is rendelkezik parazita fajokkal. Obligát mutualista szimbiontájuk többek közt a Perkinsela amoebae.
Vízben gyakrabban megtalálható, mint biofilmben, és gyakran szimbiontái Legionella-fajok.

## Életciklus
Ciszta és trofozoita közt váltakozhat, a Paramoebában gömbölyű, nyújtott vagy ovális lebegő életszakasz is található finom kisugárzó állábakkal. A PLO osztódása lehet gazdájáétól független vagy azzal egyidejű is.

## Genetika
A Janickina a Neoparamoeba része – a Neoparamoeba aestuarina és a Neoparamoeba pemaquidensis által alkotott klád testvércsoportja 18S rRNS-szekvenciák alapján. Ezek erősen különböznek legközelebbi rokonaiéitól, és bár e testvércsoporti viszony gyengén alátámasztott (47%-os feltételes valószínűség és 39%-os támogatottság), különböző rendszertani fákon átível, vagyis stabil. Az rRNS-ük rendelkezik a Neoparamoebával közös 9 nukleotidmotívummal.
18S rRNS-e erősen állandósult.
COI- és COI+SSU-alapú filogenetika alapján klád.

## Jelentőség
Számos faja él halakon, rákokon, tengerisünökön stb. A Litopenaeus vannamei egy meg nem nevezett „Paramoeba sp.” általi fertőzése csökkent étvágyat, letargiát, légzési distresszt, erodált héjat és feketekopoltyú-betegséget okoz, és bár elsősorban kopoltyúkban él, megtalálható nyirokszervekben, antennamirigyekben és az idegrendszerben is.